# Conomitrium radicans
Conomitrium radicans là một loài Rêu trong họ Fissidentaceae. Loài này được (Mont.) Müll. Hal. mô tả khoa học đầu tiên năm 1851.